# Maňovice
Maňovice (en allemand : Manowitz, précédemment : Maniowitz) est une commune du district de Klatovy, dans la région de Plzeň, en République tchèque. Sa population s'élevait à 47 habitants en 2021.

## Géographie
Maňovice se trouve à 26 km à l'est de Klatovy, à 44 km au sud-sud-est de Plzeň et à 95 km au sud-ouest de Prague.

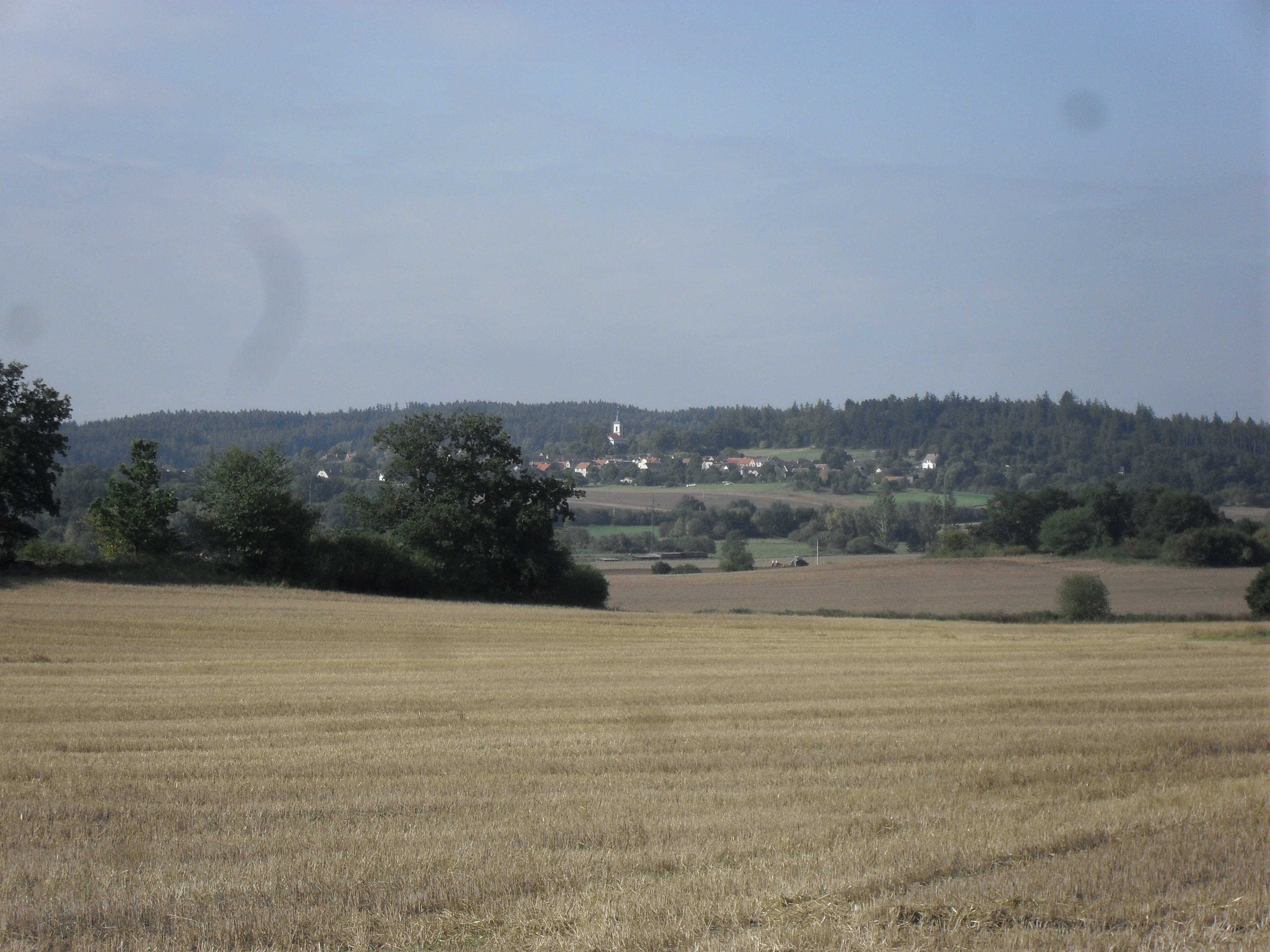
Vue depuis la route reliant Maňovice et Jetenovice.

La commune est limitée par Olšany au nord, par Velký Bor à l'est et au sud, et par Pačejov à l'ouest.

## Histoire
La première mention écrite de la localité date de 1366.

## Galerie

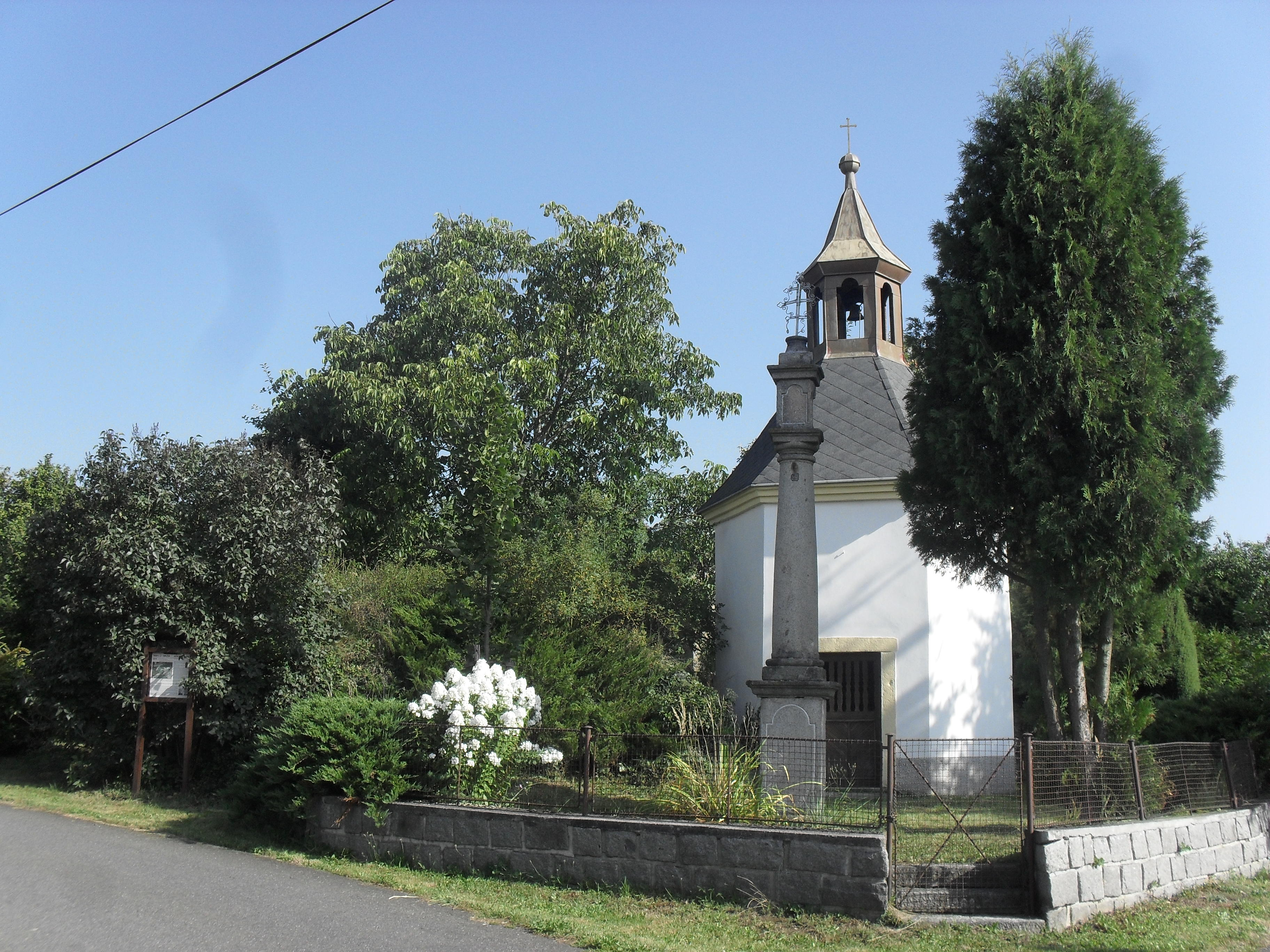
Maňovice : chapelle.
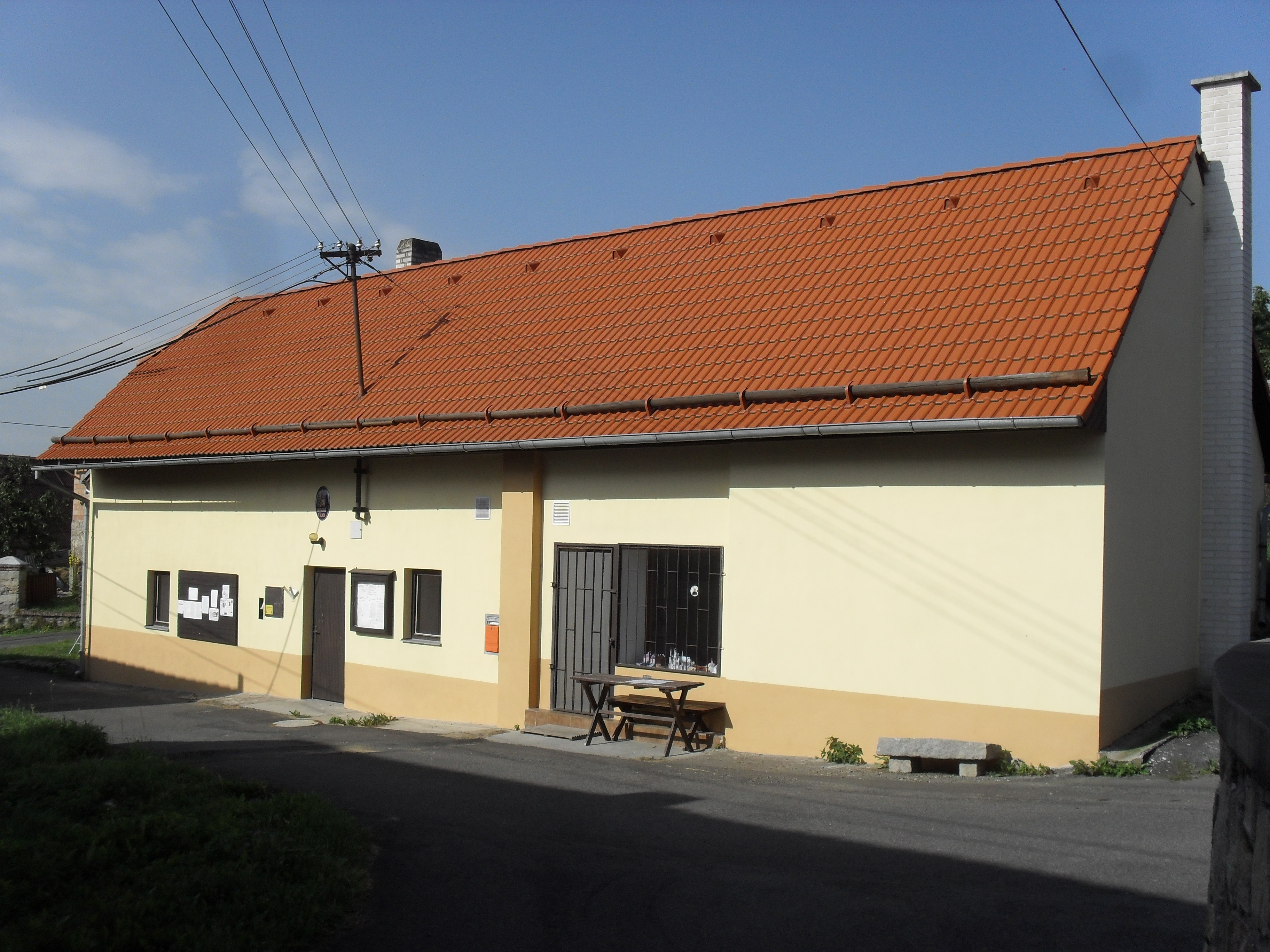
Maňovice : la chapelle.

## Transports
Par la route, Maňovice se trouve à 10 km de Horažďovice, à 30 km du centre de Klatovy, à 52 km de Plzeň et à 113 km de Prague.